# Batalla de las Piedras (1863)
La batalla denominada como “la segunda batalla de las Piedras”, dado el primer choque entre las fuerzas realistas de José Posadas y las fuerzas revolucionarias de José Gervasio Artigas. Desarrollada el 16 de septiembre de 1863 durante la Cruzada Libertadora de 1863, de Venancio Flores. En esta batalla, el General Flores, es rechazado por las fuerzas gubernistas de Lucas Moreno, con tropas de ganado y caballada intactas siguiendo hacia Minas. Pese a que ambos bandos hablaron de victoria, durante el transcurso de la batalla, el General Flores, estuvo a punto de ser lanceado, siendo salvado apenas por sus ayudantes, en tanto Fausto Aguilar recibió un lanzazo en un hombro que lo obligó a retirarse a Entre Ríos durante varios meses. Flores esquiva luego al general Anacleto Medina para volver a vadear el Río Negro rumbo al norte, en tanto Medina quedaba en Durazno con sus 4000 hombres ajeno de parecer a lo que pasaba al sur o al norte.